# Книга, Денис Михайлович
Дени́с Миха́йлович Кни́га (14 апреля 1992, Черниговка, Приморский край, Россия) — российский футболист, вратарь.

## Карьера
Воспитанник приморского футбола. С 2010 года защищал цвета клуба «Луч-Энергия», однако первый матч в составе дальневосточников провёл 27 мая 2012 года против «Факела» (1:0). В сезоне 2012/13 стал победителем зоны «Восток» второго дивизиона, после чего был отдан в аренду сначала брянскому «Динамо», а затем — «Ротору», в составе которого 11 мая 2014 года провёл единственный матч против «Сибири» (2:2). В январе 2015 года подписал контракт с «Тосно» и был отдан в аренду петербургскому «Динамо». 19 апреля 2015 года в матче «Енисей» — «Динамо» (3:1) вышел на поле в качестве нападающего, заменив на 74-й минуте Максима Рогова. В феврале 2016 года был арендован «Ригой». В чемпионате Латвии дебютировал 11 июня в домашнем матче против МЕТТА/ЛУ (2:1). В феврале 2017 заключил арендное соглашение с «Нефтехимиком». 16 июня 2017 подписал 2-летний контракт с клубом ФНЛ «Динамо» СПб. До конца года провел три матча в ФНЛ и два — в Кубке России, в том числе в победной игре 1/16 финала против «Зенита» (3:2). 21 февраля 2018 был отдан в аренду до конца сезона в «Химки» и там не играл. Потом играл в высших лигах Грузии и Монголии, и чемпионате России по футболу 8x8.
В первой половине сезона ПФЛ 2020/2021 выступал за ставропольское «Динамо».
С 22 января 2021 заявлен за любительский клуб «Ядро» из Санкт-Петербурга. Лучший вратарь проходившего в феврале XXII зимнего турнира МРО «Северо-Запад» на призы Полпреда 2021.

### Тренерская карьера
С 2021 года тренер вратарей молодёжного состава петербургского любительского клуба «Ядро». Также является тренером вратарей в детской футбольной школе клуба.

## Достижения
- Победитель зоны «Восток» Второго дивизиона России: 2012/13